# International Technology Roadmap for Semiconductors
| Tecnologia | Any   |
| ---------- | ----- |
| 10 um      | 1971  |
| 6 um       | 1974  |
| 3 um       | 1977  |
| 1,5 um     | 1982  |
| 1 um       | 1985  |
| 800 nm     | 1989  |
| 600 nm     | 1994  |
| 350 nm     | 1995  |
| 250 nm     | 1997  |
| 180 nm     | 1999  |
| 130 nm     | 2001  |
| 90 nm      | 2004  |
| 65 nm      | 2006  |
| 45 nm      | 2008  |
| 32 nm      | 2010  |
| 22 nm      | 2012  |
| 14 nm      | 2014  |
| 10 nm      | 2017  |
| 7 nm       | 2018  |
| 5 nm       | 2019  |
| 3 nm       | ~2021 |
| 2 nm       | ~2023 |

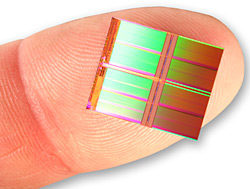
Fig.1 Exemple de processos de tecnologia MOSFET:

L'International Technology Roadmap for Semiconductors (amb acrònim ITRS) és un conjunt de documents produïts per un grup d'experts en la indústria dels semiconductors. Aquests experts són representants de les organitzacions patrocinadores que inclouen les associacions de la indústria de semiconductors de Taiwan, Corea del Sud, els Estats Units, Europa, el Japó i la Xina. A partir del 2017, l'ITRS ja no s'actualitza. El seu successor és el full de ruta internacional per a dispositius i sistemes.
Els documents contenien una exempció de responsabilitat: "L'ITRS està dissenyat i pensat només per a l'avaluació de tecnologia i sense tenir en compte cap consideració comercial relacionada amb productes o equips individuals".
Els documents representen la millor opinió sobre les direccions de la investigació i les línies de temps fins a uns 15 anys en el futur per a les següents àrees de tecnologia:
- Muntatge i embalatge.
- Medi ambient, seguretat i salut.
- Millora del rendiment.
- Metrologia.
- Modelatge i simulació.
- Dispositius de recerca emergents.
- Materials de recerca emergents.
- Integració a fàbrica.

- Controladors/disseny del sistema.
- Equips de prova.
- Processos front-end.
- Integració de processos, dispositius i estructures.
- Tecnologies de radiofreqüència i de senyal analògic/mixt.
- Sistemes microelectromecànics (MEMS).
- Fotolitografia Interconnexions IC.